# Uścianek (Janowo)
Uścianek (deutsch Uszannek, 1938 bis 1945 Trotha) ist ein kleiner Ort in der polnischen Woiwodschaft Ermland-Masuren und gehört zur Landgemeinde Janowo im Powiat Nidzicki (Kreis Neidenburg).

## Geographische Lage
Uścianek liegt in der südwestlichen Mitte der Woiwodschaft Ermland-Masuren, 19 Kilometer nordöstlich der Kreisstadt Nidzica (deutsch Neidenburg).

## Geschichte
Die zum Staatsforst Kaltenborn (polnisch Zimna Woda) gehörende, nach 1820 Uszczeinek, nach 1871 Ucszannek, nach 1912 Ußanek und bis 1938 Uszannek genannte Försterei wurde am 28. April 1874 als Forstgutsbezirk der Amtssitz des neu errichteten Amtsbezirks Uszannek, der zum Kreis Neidenburg im Regierungsbezirk Königsberg in der preußischen Provinz Ostpreußen gehörte. In den Amtsbezirk eingegliedert war lediglich der aus dem Gutsbezirk Hartigswalde (polnisch Dłużek) gebildete Forstgutsbezirk Uszannek. Nur 22 Jahre bestand dieser Amtsbezirk, als er am 6. März 1896 aufgelöst und mit dem ebenfalls liquidierten Amtsbezirk Omulefofen (polnisch Kot) zum neugebildeten Amtsbezirk Kaltenborn kam. Hier wurde er – mit seinen im Jahre 1905 sechs Einwohnern – Teil des Gutsbezirks Kaltenborn, Forst, und 1929 ein Wohnplatz innerhalb der Gemeinde Ulleschen (polnisch Ulesie) im Amtsbezirk Roggen.
Der am 3. Juni – amtlich bestätigt am 16. Juli – 1938 aus politisch-ideologischen Gründen der Abwehr fremdländisch klingender Ortsnamen in „Trotha“ umbenannte Ort, wurde 1945 in Kriegsfolge mit dem gesamten südlichen Ostpreußen an Polen überstellt. Er erhielt die polnische Namensform „Uścianek“ und ist heute ein Weiler (polnisch Osada) innerhalb der Landgemeinde Janowo im Powiat Nidzicki, bis 1998 der Woiwodschaft Olsztyn, seither der Woiwodschaft Ermland-Masuren zugehörig.

## Kirche
Bis 1945 war Uszannek/Trotha in die evangelische Kirche Malga (polnisch Małga) in der Kirchenprovinz Ostpreußen der Kirche der Altpreußischen Union sowie in die römisch-katholische Kirche Neidenburg (Nidzica) im Bistum Ermland eingepfarrt. Heute gehört Uścianek katholischerseits zur Kirche in Zimna Woda (Kaltenborn) im Erzbistum Ermland, und evangelischerseits zur Pfarrei in Nidzica mit der Filialkirche in Róg in der Diözese Masuren der Evangelisch-Augsburgischen Kirche in Polen.

## Verkehr
Uścianek liegt am Endpunkt einer Nebenstraße, die bei Zimna Woda von der Woiwodschaftsstraße 545 abzweigt und über Wały (Wallendorf) nach hier führt. Eine Anbindung an den Bahnverkehr besteht nicht.